# Pharao
A Pharao egy német Eurodance formáció, producerei Alexander Hawking és DJ Stevie Steve. Frontembereik Kyra Pharao (Claudia Banerjee, szül: 1971.) és Deon Blue (1970-) amerikai rapper . Két stúdió albumot jelentettek meg, Pharao és The Return címmel.

## Történet
A debütáló kislemezük, az "I Show You Secrets" a 6. helyig jutott a német Media Control Charts kislemezlistán, ami heteken belül aranylemezt hozott nekik. A kislemez más európai országokban, Svájcban és Ausztriában is felkerült a lemezeladási listákra. Második kislemezük, a "There is a Star" ami egy másik nagy sláger volt tőlük, a 8. helyig jutott Németországban a hivatalos kislemez-eladási toplistán, ami szintén aranylemez lett. A "There is a Star" Svájcban és Svédországban is sikeres volt, elérve a 43. helyet az angol kislemez-eladási slágerlistán. Debütáló albumuk, a Pharao, a 23. helyezést érte el a német albumeladási toplistán. A harmadik kislemezük, a "World of Magic" már nem volt olyan sikeres, mint az első két kislemez, mindenesetre bejutott a top 30-as élmezőnybe Németországban és Svédországban.
1997-ben, majdnem két év szünet után megjelentették 2. albumukat, habár Deon Blue nélkül, aki akkorra elhagyta a csapatot.
Az első kislemezük az albumról a "Temple of Love" volt, a 36. helyig jutott a német és a 7. helyig többek között a finn kislemez slágerlistán. A következő kislemez, a "Once Upon a Time" nem lett slágerlistás dal Németországban. A Pharao 2. albuma, A The Return 1998 elején jelent meg, az együttes erőfeszítéseinek ellenére viszont nem ért el az előző albumhoz hasonló sikereket.
A korábbi menedzser ügynökségük szerint a Pharao 2001-ben feloszlott.
Bár 2014-ben Kyra Pharao visszatért a csapat frontembereként, és turnézik az összes régi dalukkal, aktuálisan Prince Damien oldalán, akit a Pharao új rapperévé választottak. Az az iránti tervek, hogy új dalokat készítsenek, jelenleg ismeretlenek.
2016 elején Prince Damien átmenetileg elhagyta a formációt és Siam helyettesíti jelenleg.

## Fordítás
- Ez a szócikk részben vagy egészben  a   Pharao című angol Wikipédia-szócikk fordításán alapul.  Az eredeti cikk szerkesztőit annak laptörténete sorolja fel. Ez a jelzés csupán a megfogalmazás eredetét és a szerzői jogokat jelzi, nem szolgál a cikkben szereplő információk forrásmegjelöléseként.